# Kapitalmarktunion
Mit der Kapitalmarktunion (englisch Capital Markets Union, Abkürzung: CMU) ist eine Vertiefung der Kapitalmärkte in den Mitgliedstaaten der EU geplant. Der konkrete Anstoß für die Umsetzung erfolgte durch die Rede des Kommissionspräsidenten Jean-Claude Juncker zur Eröffnung der Plenartagung des Europäischen Parlaments im Jahr 2014. Ein neuer Start für Europa: Meine Agenda für Jobs, Wachstum, Fairness und demokratischen Wandel – Politische Leitlinien für die nächste Europäische Kommission.
Die Kapitalmarktunion soll den freien Kapitalverkehr, eine der vier Grundfreiheiten des europäischen Binnenmarkts, vertiefen und erweitern, da die bisher erzielten Fortschritte „nach wie vor fragmentiert und überwiegend national ausgerichtet“ seien.

## Ziele
Die Kapitalmarktunion soll einen echten Kapitalbinnenmarkt schaffen. Hierzu sind sechs Hauptziele definiert:
1. Beseitigung von Hindernissen
2. Verbesserung des Zugangs zu Finanzmitteln
3. Diversifikation der Finanzierungsmöglichkeiten
4. Erleichterte Kapitalaufnahme für KMUs
5. Attraktivitätssteigerung der EU für Investitionen aus der ganzen Welt
6. Erhöhung des wirtschaftlichen Wachstums und Schaffung von Arbeitsplätzen in der EU[4]

Ein wesentliches Ziel ist es daher, die Hemmnisse für Unternehmen beim Zugang zu Kapital beseitigen. Insbesondere soll der Zugang zu Finanzmitteln, im Speziellen im Hinblick auf die Bereitstellung von Beteiligungs- und Risikokapital, verbessert werden. Erste Schritte hierzu wurden im Hinblick auf die Verbriefung und eine Überarbeitung der Prospektrichtlinie gesetzt, wozu im Februar 2015 spezielle Konsultationen zur Überarbeitung mit Beteiligung der europäischen Öffentlichkeit (insbesondere auch der Unionsbürger) gestartet wurden.
Ein erklärtes Ziel ist es auch, dass Kleine und mittlere Unternehmen (KMU) in die Lage versetzt werden, mehr Finanzierungsquellen zu nützen. Insbesondere soll die starke Abhängigkeit von den nationalen Banken in den Unionsmitgliedstaaten reduziert und die grenzüberschreitende Finanzierung gestärkt werden (Diversifikation). Dies deshalb, weil knapp 13 % der Finanzierungsanträge von KMU von den Banken abgelehnt werden, „häufig weil sie selbst bei Rentabilität nicht dem von den Banken erwünschten Risikoprofil entsprechen.“
Die Grundlagen für diese Ziele für eine „integrierte, gut regulierte, transparente und liquide Kapitalmarktunion“ sollen bis 2019 geschaffen werden. Am 30. September 2015 wurde von der Kommission, wie geplant, ein Aktionsplan mit konkreten Maßnahmen zur Schaffung einer Kapitalmarktunion veröffentlicht, durch den Hindernisse beseitigt werden sollen, die grenzüberschreitende Investitionen in der EU verhindern und Unternehmen den Zugang zu Finanzierungen derzeit noch erschweren. Problematisch kann sich dabei der Ansatz der Kommission herausstellen, diese Kapitalmarktunion wesentlich auf Verbriefungen aufzubauen, wie dies der Aktionsplan als Schwerpunkt vorsieht. Dies deswegen, weil Verbriefungen bereits im Zentrum der US-Immobilienkrise und damit der sich daraus entwickelnden Weltfinanzkrise standen.

## Maßnahmen ab 2015
Die Kommission hat bereits 2015 einige Maßnahmen vorgesehen und die grundsätzliche Richtung vorgegeben, durch welche der Weg zu den Zielen zur Verwirklichung der Kapitalmarktunion angestoßen werden soll:
- Vorstellung des Aktionsplans[14] der Kommission vom 30. September 2015 für eine Kapitalmarktunion,
- Vorschlag für zwei neue Verordnungen zu Kreditverbriefungen[15] (siehe auch: Verbriefungsverordnung),
- Anpassung der Solvabilität-II-Richtlinie (Solvency-II-Richtlinie),[16]
- öffentliche Konsultationen zu Risikokapitalfonds und Fonds für soziales Unternehmertum[17] und
- öffentliche Konsultationen zu gedeckten Schuldverschreibungen[18]
- Sondierung zu einem EU-Rechtsrahmen für Finanzdienstleistungen,[19]
- Geplante Überprüfung der Prospektrichtlinie,
- geplanter Richtlinienvorschlag, um Hindernisse für die Notierung von Kleinunternehmen an den Aktien- und Anleihemärkten zu reduzieren,
- Grünbuch über Finanzdienstleistungen für Verbraucher.
- Einführung eines einheitlichen elektronischen Datensystems für den Aktienhandel (EuroCTP).[20]

## Institutionelle Einrichtung
EU-Kommissar für die Kapitalmarktunion (Referat C1 – Kapitalmarktunion) in der Kommission Juncker war Jonathan Hill bis zum Brexit-Referendum. Danach trat er zurück und Valdis Dombrovskis übernahm die Rolle zusätzlich zu seiner bestehenden Funktion als Kommissar für den Euro. Seit dem 12. Oktober 2020 ist Mairead McGuiness in der EU-Kommission Kommissarin für Finanzdienstleistungen, Finanzstabilität und Kapitalmarktunion verantwortlich.

## Kritik
Die Pläne für eine Europäische Kapitalmarktunion finden nicht nur positive Resonanz. Die Aussage im EU-Präsidentenbericht, dass eine Kapitalmarktunion zur Finanzmarktstabilität beitragen, Wachstum schaffen, und Krisen vorbeugen würde, sei unrichtig. Tatsächlich würden die Pläne eine Stärkung von Spekulation und kurzfristiger Profitorientierung bringen und vor allem großen Banken nützen. „Stabilität und nachhaltiges Wachstum lassen sich nicht durch weitere Liberalisierung der Finanzmärkte erreichen.“